# Euryattus porcellus
Euryattus porcellus är en spindelart som beskrevs av Tord Tamerlan Teodor Thorell 1881. Euryattus porcellus ingår i släktet Euryattus och familjen hoppspindlar. Inga underarter finns listade i Catalogue of Life.